# Cuadrilátero completo

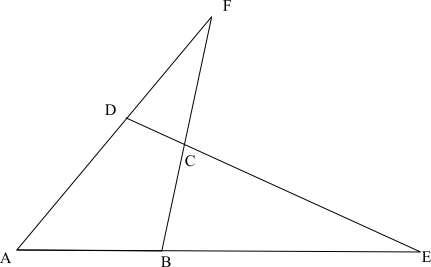
Cuadrilátero completo ABCDEF. Sus tres diagonales son (AC), (BD) y (EF)

Un cuadrilátero completo es una figura geométrica plana formada por cuatro rectas, de las que dos no son paralelas ni tres concurrentes.
Otra forma de definir un cuadrilátero completo es completar un cuadrilátero convexo ABCD con el punto E intersección de las rectas (AB) y (CD); y con el punto F, intersección de las rectas (AD) y (BC).
Las intersecciones de estas cuatro líneas rectas generan seis vértices. La intersección de dos rectas y la intersección de las otras dos rectas son vértices opuestos. El segmento que une dos vértices opuestos es una diagonal. Hay tres diagonales en un cuadrilátero completo.
Esta figura está estrechamente vinculada con la geometría proyectiva, y fue estudiada a partir del siglo II por Menelao y por Papus de Alejandría.

## Propiedades

### División armónica de las diagonales

Cada una de las tres diagonales (BD), (EF) y (AC) queda dividida armónicamente por las otras dos

Cada diagonal cruza a las otras dos creando divisiones armónicas. Más explícitamente, la diagonal (BD) queda cortada por las diagonales (AC) y (EF) en I y J, de modo que:
Asimismo si K es la intersección de las diagonales (AC) y (EF):
{\displaystyle {\frac {\overline {JE}}{\overline {JF}}}{\mathrel {:}}{\frac {\overline {KE}}{\overline {KF}}}=-1,\quad {\frac {\overline {KA}}{\overline {KC}}}{\mathrel {:}}{\frac {\overline {IA}}{\overline {IC}}}=-1.}
Es una consecuencia proyectiva de la propiedad de las diagonales de un paralelogramo (caso en el que una de las diagonales del cuadrilátero completo es la recta del infinito en el plano proyectivo, visto como un plano afín completo), es decir, que conforman el caso límite de una cuaterna armónica.
Se da una primera demostración geométrica, que utiliza las propiedades de los haces armónicos: la propiedad característica de que cualquier secante de un haz armónico queda cortada según una cuaterna armónica, y la existencia y unicidad de la correspondiente cuaterna armónica.
| Demostración geométrica |
| Dadas tres rectas que parten de un punto, solo hay una recta que forma con ellas un haz armónico: Sea {\displaystyle [O\|A_{1},A_{2},A_{3},A_{4}]} el conjunto de líneas rectas {\displaystyle (OA_{1}),(OA_{2}),(OA_{3}),(OA_{4})} (los puntos {\displaystyle A_{1},A_{2},A_{3},A_{4}} no están necesariamente alineados). Sea {\displaystyle I} el punto de intersección de las diagonales {\displaystyle (AC)} y {\displaystyle (BD)}. Sea {\displaystyle M} el único punto en la recta {\displaystyle (EI)} tal que el haz {\displaystyle [F\|E,M,B,D]} sea armónico. Ahora, se denominan {\displaystyle H=(FM)\cap (BC)} y {\displaystyle H'=(FM)\cap (AD)}. Entonces, se tiene que {\displaystyle [F\|E,M,B,D]=[F\|E,H,B,C]}, por lo que el haz {\displaystyle [I\|E,H,B,C]} es armónico (debe recordarse que el hecho de ser armónico solo depende de la posición de los puntos de intersección con una secante; aquí la secante es la recta {\displaystyle (EC)}). Por una razón análoga, ocurre lo mismo para {\displaystyle [I\|E,H',A,D]}. Pero al igual que {\displaystyle (IA)=(IC)} y {\displaystyle (IB)=(ID)}, se tiene que {\displaystyle [I\|E,H',A,D]=[I\|E,H',C,B]}. Ahora que {\displaystyle [I\|E,H',C,B]} es armónico, ocurre lo mismo para {\displaystyle [I\|E,H',B,C]}, de modo que los dos haces {\displaystyle [I\|E,H,B,C]} y {\displaystyle [I\|E,H',B,C]} son ambos armónicos y tienen tres rectas en común. En virtud de la propiedad de unicidad, estos dos haces son idénticos y, por lo tanto, {\displaystyle (IH)=(IH')}. Entonces {\displaystyle I=(HH')\cap (EI)=M} por definición de {\displaystyle M}. Por lo tanto, el haz {\displaystyle [F\|J,I,B,D]} es armónico, lo que significa que {\displaystyle [I,J]} divide armónicamente a {\displaystyle [B,D]}. |

| Demostración analítica |
| Sean {\displaystyle Y=\lambda X}, {\displaystyle Y=\mu X} dos rectas provenientes de {\displaystyle O}; {\displaystyle A=(a,0)} un punto en el eje {\displaystyle x}; {\displaystyle Y=\alpha (X-a)} y {\displaystyle Y=\beta (X-a)} dos líneas rectas provenientes de {\displaystyle A}. Ahora, se denomina {\displaystyle M_{i}(x_{i},y_{i})} a los cuatro puntos de intersección. Se calcula fácilmente {\displaystyle x_{1}={\frac {a\alpha }{\alpha -\lambda }}}, del que se obtiene por permutación: {\displaystyle \quad x_{2}={\frac {a\beta }{\beta -\lambda }},\quad x_{3}={\frac {a\beta }{\beta -\mu }},\quad x_{4}={\frac {a\alpha }{\alpha -\mu }}.} La recta {\displaystyle (M_{1}M_{3})} tiene la ecuación: {\displaystyle \quad {\begin{vmatrix}X&x_{1}&x_{3}\\Y&\lambda x_{1}&\mu x_{3}\\1&1&1\end{vmatrix}}={\begin{vmatrix}X&a\alpha &a\beta \\Y&a\lambda \alpha &a\mu \beta \\1&\alpha -\lambda &\beta -\mu \end{vmatrix}}=0.} Se halla la abscisa {\displaystyle \omega } del punto de intersección con el eje {\displaystyle Ox}: {\displaystyle \quad \omega ={\frac {a^{2}\alpha \beta (\lambda -\mu )}{\begin{vmatrix}a\lambda \alpha &a\mu \beta \\\alpha -\lambda &\beta -\mu \end{vmatrix}}}.} Por permutación, se deduce que {\displaystyle \omega '} de {\displaystyle (M_{2}M_{4})\cap (Ox)}: {\displaystyle \quad \omega '={\frac {a^{2}\alpha \beta (\lambda -\mu )}{\begin{vmatrix}a\lambda \beta &a\mu \alpha \\\beta -\lambda &\alpha -\mu \end{vmatrix}}}.} De aquí resulta que {\displaystyle {\frac {1}{\omega }}+{\frac {1}{\omega '}}={\frac {1}{a^{2}\alpha \beta (\lambda -\mu )}}\left({\begin{vmatrix}a\lambda \alpha &a\mu \beta \\\alpha -\lambda &\beta -\mu \end{vmatrix}}+{\begin{vmatrix}a\lambda \beta &a\mu \alpha \\\beta -\lambda &\alpha -\mu \end{vmatrix}}\right)={\frac {2}{a}}} después del desarrollo de los determinantes. Nota: se podría haber tomado {\displaystyle a=1} pero el promedio armónico habría sido menos visible. |

| Demostración en geometría proyectiva |
| Esta demostración utiliza las propiedades de las aplicaciones proyectivas del plano, determinadas por la imagen de los 4 puntos de una relación proyectiva, conservan la alineación y la razón doble. (A,C,F,E) es una referencia proyectiva. Considérese la aplicación proyectiva que deja invariantes A y C; y que envía E [resp. F] a E∞ [resp.F∞] punto en el infinito de la recta (AE) [resp. (AF)]. - La imagen B' de B está en la intersección de la recta (AF∞) y la recta (CE∞) es paralela a (AE); - La imagen D' de D está en la intersección de la recta (AE∞) y la recta (CF∞) es paralela a (AF) Por lo tanto, el cuadrilátero AB'CD' es un paralelogramo. - La imagen de I es el punto I', intersección de las diagonales (AC) y (B'D') - la imagen de J es el punto J∞, intersección de las rectas (B'D') y (E∞F∞) La razón doble de [B'C'I'J∞] es igual a -1, por lo tanto, la razón doble de [BCIJ] también es igual a -1. Un razonamiento análogo prueba las otras divisiones armónicas. |

Esta propiedad también se puede deducir del teorema de Menelao y del teorema de Ceva, y permite que cualquiera de estos dos teoremas se demuestre a partir del otro.

### La recta de Newton

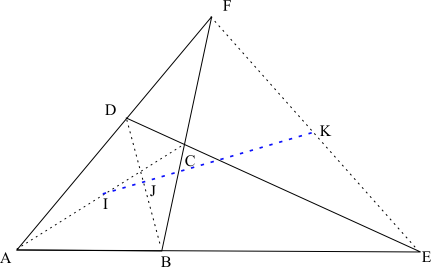
La recta de Newton (IJK)

Los puntos medios de las tres diagonales están alineados en una línea recta, llamada la línea de Newton.

### Teorema de Miquel

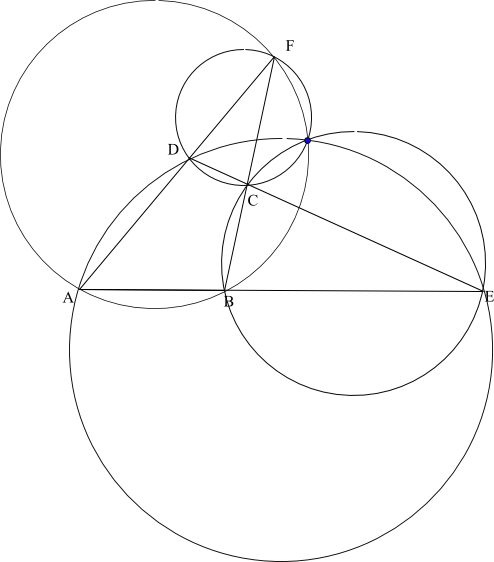
Ilustración del teorema de Miquel: las circunferencias circunscritas de los cuatro triángulos incluidos en el cuadrilátero completo pasan por un mismo punto (en negro)

Las circunferencias circunscritas de los triángulos (EAD), (EBC), (FAB) y (FDC) son concurrentes.

### Teorema de Urquhart
Descubierto por el matemático australiano M. L. Urquhart (1902-1966) mientras trabajaba en conceptos fundamentales de la teoría de la relatividad especial, lo apodó "el teorema más elemental de la geometría euclídea", ya que solo involucra los conceptos de línea recta y distancia.
Con las notaciones del artículo, el teorema queda expresado de la siguiente manera:
| En un cuadrilátero completo, si AB + BC = AD + DC, entonces AE + EC = AF + FC |

| Demostración |
| En primer lugar, por el teorema del seno, se puede establecer que el perímetro de un triángulo XYZ se puede obtener mediante: {\displaystyle {\mathcal {P}}_{XYZ}={\frac {2\,YZ}{1-\tan({\frac {\widehat {Y}}{2}})\tan({\frac {\widehat {Z}}{2}})}}} En el cuadrilátero completo, los triángulos ABC y ADC tienen AC como lado común, al igual que los triángulos AEC y AFC. Basta entonces, al calcular los ángulos del cuadrilátero completo, utilizar la igualdad anterior para demostrar que: {\displaystyle {\mathcal {P}}_{AEC}={\mathcal {P}}_{AFC}\Longleftrightarrow {\mathcal {P}}_{ABC}={\mathcal {P}}_{ADC}}. |

## Usos notables
- El dual del cuadrilátero completo es el cuadrángulo completo.
- El cuadrilátero completo inscrito en una cónica es muy útil para demostrar ciertas propiedades de las tangentes y de las rectas polares de una sección cónica.